# Barthold Georg Niebuhr
Barthold Georg Niebuhr (* 27. August 1776 in Kopenhagen; † 2. Januar 1831 in Bonn) war ein bedeutender deutscher Althistoriker.

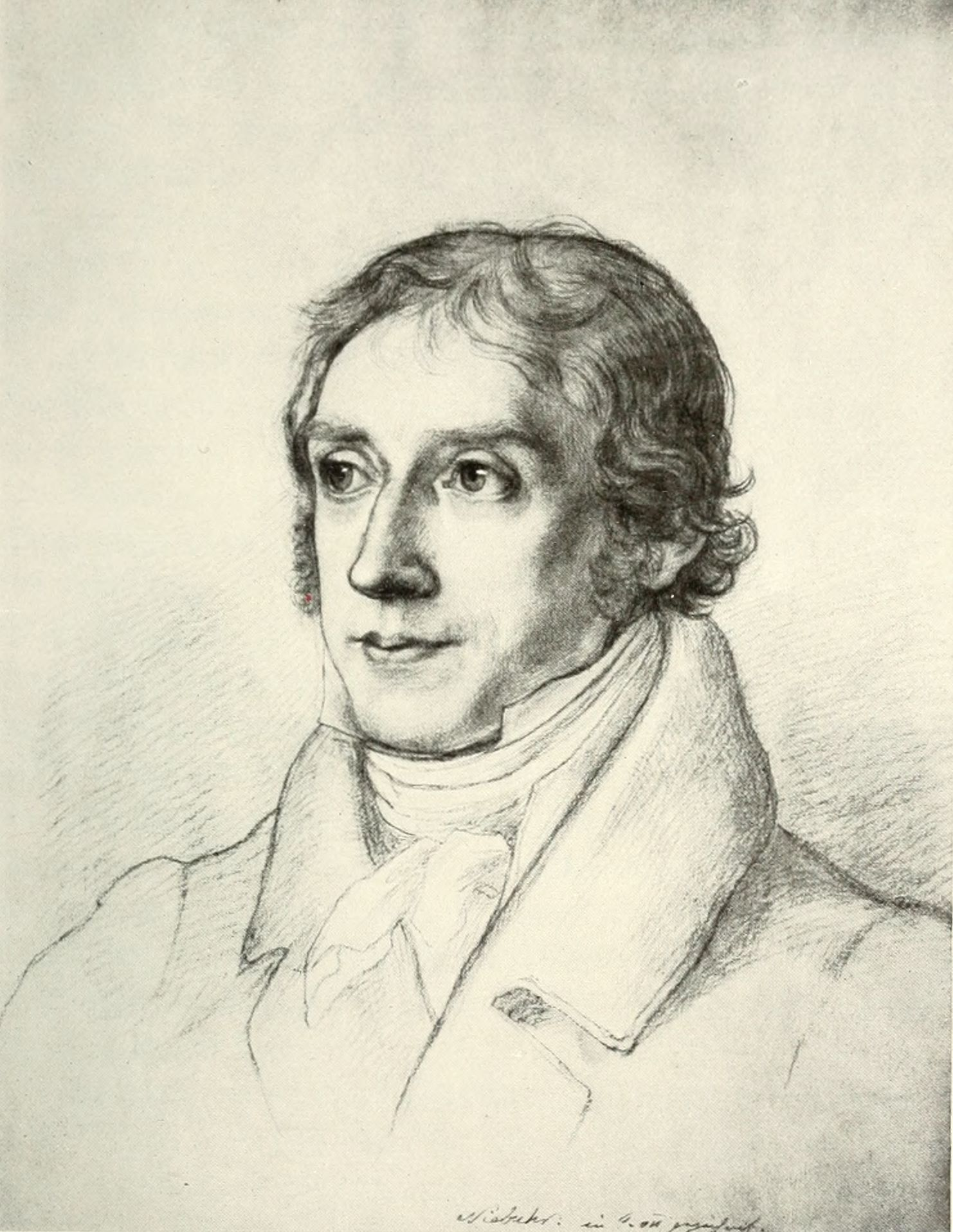
Barthold Georg Niebuhr (Zeichnung von Louise Seidler)

Porträt Barthold Georg Niebuhr, Dithmarscher Landesmuseum

## Leben und Bedeutung
Barthold Georg Niebuhr war der Sohn des wegen seiner Orientreisen berühmten Carsten Niebuhr. Er wuchs im holsteinischen Meldorf auf. Er studierte zunächst einige Semester an der Universität Kiel, brach das Studium aber ab und arbeitete zunächst in dänischem Staatsdienst; 1801 schlug er das Angebot aus, in Kiel eine Professur zu bekleiden – ungewöhnlich an diesem Angebot war weniger sein junges Alter als vielmehr der Umstand, dass er keinen Studienabschluss erworben hatte. Niebuhr trat dann 1806 in den Dienst des preußischen Staates in Berlin (bis 1810), hielt ab 1810 Geschichtsvorlesungen an der neu gegründeten Universität Berlin und war von 1816 bis 1823 preußischer Gesandter beim Heiligen Stuhl. 1825 wurde er als Professor an die junge, 1818 gegründete Universität Bonn berufen. 
Seit 1809 war er korrespondierendes Mitglied der Königlich Niederländischen Akademie der Wissenschaften (KNAW). 1822 wurde er in die American Academy of Arts and Sciences gewählt. 1827 wurde er Ehrenmitglied der Russischen Akademie der Wissenschaften in Sankt Petersburg.
Niebuhr war bereits als Kind durch eine phänomenale Sprachbegabung aufgefallen – so erlernte er im Selbststudium diverse orientalische Sprachen – und war Mitbegründer der philologisch-kritischen Geschichtswissenschaft, die er an der älteren römischen Geschichte in Auseinandersetzung mit Titus Livius entwickelte. Seine Schlussfolgerungen, nicht zuletzt auch gegen die Quellenauslegung von Machiavelli in dessen Discorsi über den römischen Staat, waren zwar oft im Ergebnis nicht zutreffend – nicht selten hatte Machiavelli gegenüber Niebuhr recht. Letzterer berief sich allzu oft auf seine Eingebung (seine Divination, wie er es nannte), wenn es um die Rekonstruktion der Vergangenheit ging. Allerdings war mit Niebuhrs Ansatz auf methodischem und methodologischem Gebiet dennoch eine bahnbrechende Weichenstellung vollzogen worden, die zur Herausbildung der modernen klassischen Altertumswissenschaft führte. Es war Niebuhrs bleibendes Verdienst, die Frage nach der Plausibilität der von den späteren Quellen berichteten Ereignisse gestellt zu haben. Ungeachtet vieler im Einzelnen nicht haltbarer Schlussfolgerungen aus dieser Quellenkritik an Titus Livius und anderen Geschichtsschreibern, bezogen nicht wenige bedeutende Altertumswissenschaftler und Historiker sich explizit auf das Werk von Niebuhr: Karl Otfried Müller, Theodor Mommsen, Jacob Burckhardt, ja selbst Leopold von Ranke und Johann Gustav Droysen lassen sich hier nennen. Die Folge war, dass der fiktionale Charakter der literarischen Überlieferung zur römischen Frühgeschichte erkannt wurde, weshalb nach Ansicht der Mehrheit der heutigen Forscher allenfalls noch eine Institutionen-, Rechts-, Sozial- und Religionsgeschichte, aber keine Ereignisgeschichte Roms für die Zeit vor der Wende vom 4. zum 3. Jahrhundert mehr geschrieben werden kann.
Damit fiel die Historizität sämtlicher Gestalten der Königszeit und frühen Republik, die, da sie seit der Renaissance als sittliche Exempla von unbezweifelbarer Vorbildlichkeit gegolten hatten, einem breiten, auch jugendlichen Lesepublikum durch Livius und die Parallelbiographien Plutarchs – oft in Übersetzungen oder nicht selten bebilderten Nacherzählungen auf dieser Grundlage – vermittelt worden waren und deshalb auch im Lateinunterricht eine zentrale Rolle gespielt hatten, der Quellenkritik zum Opfer: So wurden insbesondere die Könige Numa Pompilius und Servius Tullius, Mucius Scaevola, Lucius Quinctius Cincinnatus, die Horatier, Horatius Cocles und viele andere in das Reich der Sage verbannt. Goethe erkannte sofort den hohen Preis, der als Konsequenz dieses wissenschaftlichen Erkenntnisgewinns zu entrichten war: Mit dem Glauben an die Historizität der Vorbilder musste auch die emotionale Identifikation mit ihnen und damit ihre normative Verbindlichkeit und Appellfunktion dahinschwinden. Dies trug indes dazu bei, dass sich die Altertumswissenschaft von dem idealisierten Bild der römischen Frühzeit und der Antike überhaupt allmählich löste. Die Entwicklung der Geschichtskonzeption des Historismus, die fraglos besonders durch Ranke aufkam, lässt sich nicht ohne den Bezug auf Niebuhr erklären.

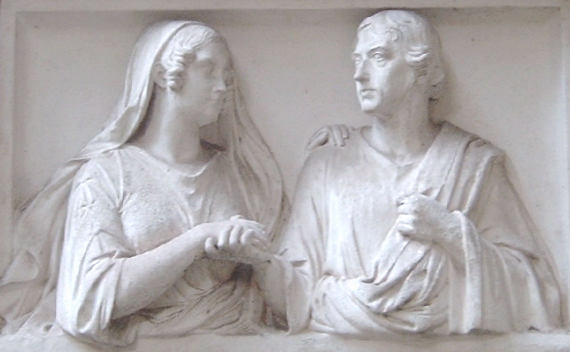
Relief des Grabdenkmals für Niebuhr und seine zweite Frau Margarete auf dem Alten Friedhof in Bonn

Niebuhr ist es zudem zu danken, dass sich zunächst die Geschichtswissenschaft und dann die Alte Geschichte aus der Rolle eines Nebenfachs der Philosophie, der Philologie, der Rechtswissenschaft, und der Staatswissenschaft zu einer eigenständigen wissenschaftlichen Disziplin und somit zu einem eigenständigen akademischen Studienfach erhob.

## Die Entdeckung derInstitutionesdes Gaius
Im Jahr 1816 entdeckte Niebuhr die Institutionen des Gaius, die ihm in Form eines Palimpsests in die Hände fielen. Fundort war die Stiftsbibliothek von Verona. Die Institutionen gelten als eines der für die Nachwelt bedeutendsten Werke des römischen Rechts, weil sie unmittelbaren Aufschluss über die klassische Jurisprudenz geben. Unter dem augenscheinlichen Text der Handschrift, welcher aus Briefen des Kirchenvaters Hieronymus und anderen christlichen Autoren bestand, entdeckte man eine abgewaschene oder ausradierte, um ca. 530 n. Chr. erstellte Abschrift der gaianischen Institutionen, die bis dato nur in Form weniger Fragmente in den spätantiken Digesten Kaiser Justinians bekannt waren. Die Institutionen, das einzige erhaltene römische Rechtslehrbuch aus dem Prinzipat, wurde um 160 n. Chr. –, noch unter Kaiser Antoninus Pius –, angefertigt. Sie gelten als die „in der Antike am meisten verbreitete und in der Spätantike, Mittelalter und Neuzeit weitaus einflussreichste elementar-systematische Darstellung des römischen Privatrechts“.

## Ehrungen

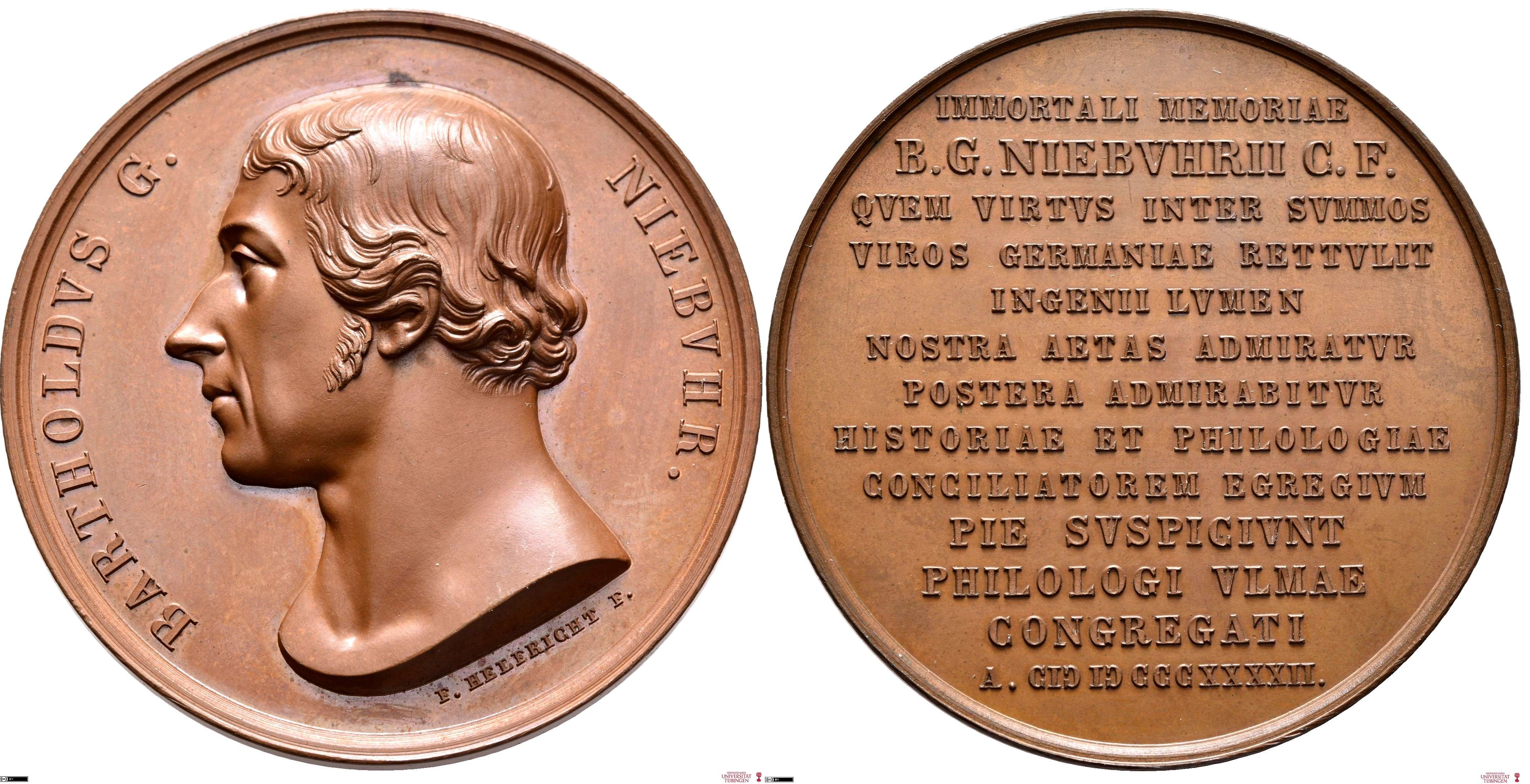
Medaille für Barthold Georg Niebuhr;
von Ferdinand Helfricht, 1842

1842 wurde zu Ehren Niebuhrs eine Medaille von der Versammlung deutscher Philologen und Schulmänner gewidmet. Die Legende auf der Rückseite verdeutlicht die zeitgenössische Bewunderung für den Altertumswissenschaftler. Ihm zu Ehren ist in Berlin-Charlottenburg, in Bonn und in Kiel die Niebuhrstraße benannt. In Meldorf befindet sich eine Gedenktafel in plattdeutscher Sprache.

## Familie
1800 heirateten Barthold Georg Niebuhr und Sophia Amalia Catharina Behrens (1773–1815), eine Schwester des Juristen Siegfried Behrens. Die Ehe blieb kinderlos.
Seine zweite Ehefrau wurde 1816 Margarethe Hensler (1787–1831), eine Tochter von Christian Gotthilf Hensler. Ihr früh verstorbener Onkel Hieronymus Friedrich Philipp Hensler war mit Beata Wiebke Dorothea Behrens (* 1770) verheiratet gewesen, ebenfalls eine Schwester von Behrens. Aus der zweiten Ehe entstammen drei Töchter und zwei Söhne, von denen einer früh verstarb:
- Marcus Carsten Nicolaus (* 1. April 1817; † 1. August 1860) ⚭ Caroline Auguste Emilie Helene Anna von Wolzogen (* 10. August 1824), Tochter von Ludwig von Wolzogen
- Amalie (1818–1862) ⚭ Karl Philipp Francke (1805–1870), Verwaltungsjurist und Abgeordneter
- Lucie (1820–1844) ⚭ Freiherr Wilhelm von Wolzogen (1807–1859), Herr auf Musternich in Schlesien, preußischer Regierungsrat
- Cornelie (1822–1878) ⚭ Bernhard Rathgen (1802–1880)

## Werke (Auswahl)
- Römische Geschichte, 3 Bände, Berlin 1811–1832 (zuerst 2 Bände. Band 1: Digitalisat und Volltext im Deutschen Textarchiv; Band 2: Digitalisat und Volltext im Deutschen Textarchiv).
- Über geheime Verbindungen im preußischen Staat, und deren Denunciation, Berlin 1815 (Digitalisat, Bayerische Staatsbibliothek).
- Über die Nachricht von den Comitien der Centurien im zweiten Buch Ciceros de re publica. Bonn 1823.
- Lebensnachrichten über Barthold Georg Niebuhr aus Briefen desselben und aus Erinnerungen einiger seiner nächsten Freunde. Erster Band. Hamburg 1838. MDZ Online – Zweiter Band, Hamburg 1838 MDZ Online, Dritter Band, Hamburg 1839. MDZ Online
- Nachgelassene Schriften B. G. Niebuhr’s nichtphilologischen Inhalts. Hamburg 1842.
- Historische und philosophische Vorträge, an der Universität zu Bonn gehalten. Erste Abtheilung, Berlin 1848. Books Online.
- Vorträge über alte Geschichte, an der Universität zu Bonn. Zweite Abtheilung, Berlin 1851. Books Online.